# 野戦重砲兵第7連隊

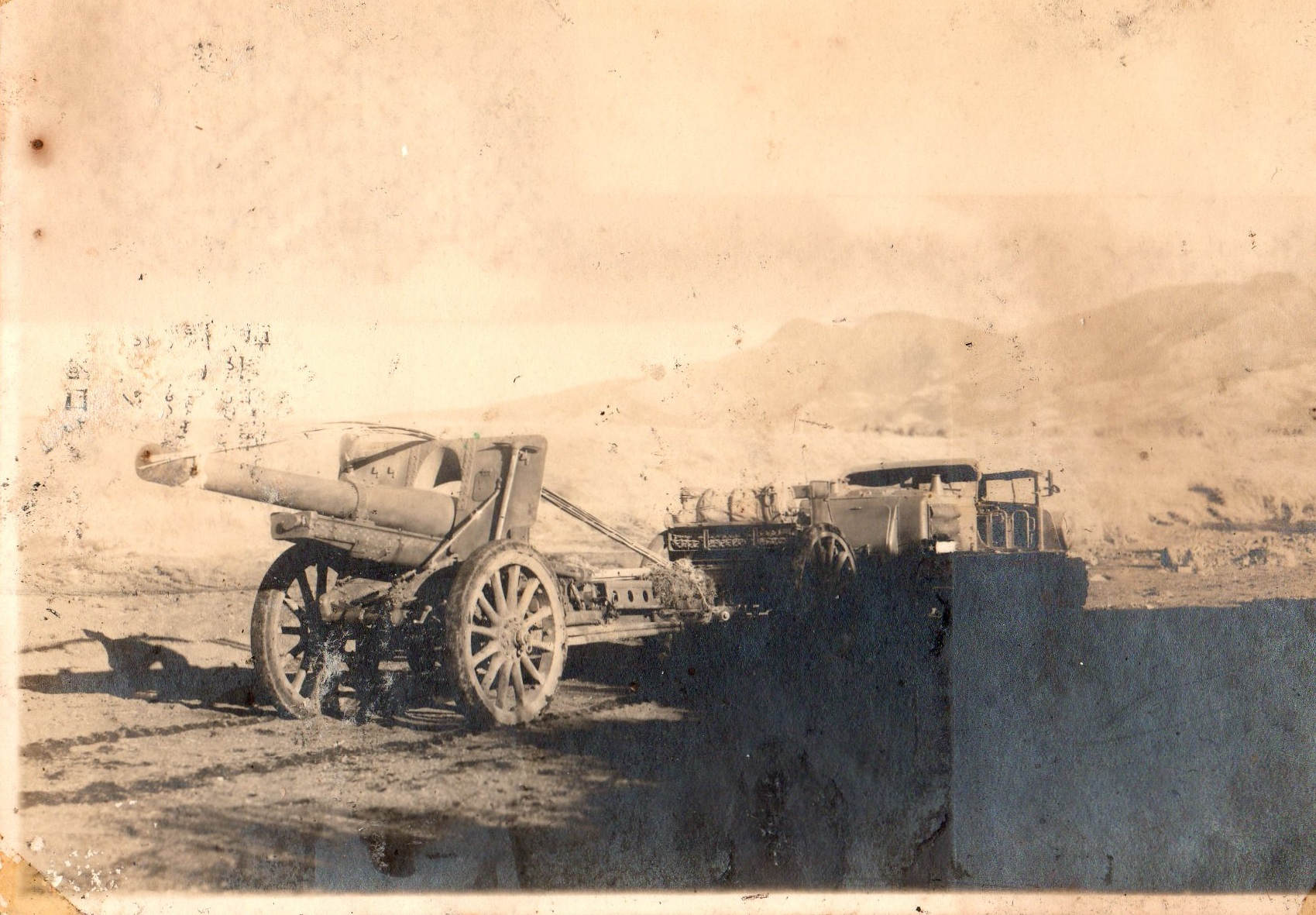
1940年（昭和15年）満洲、7SAの九八式六屯牽引車 ロケと九六式十五糎榴弾砲

野戦重砲兵第7連隊（やせんじゅうほうへいだいななれんたい、野戦重砲兵第七聯隊）は、大日本帝国陸軍の野戦重砲兵連隊の1つ。軍隊符号は7SA。

## 概要
第一次世界大戦後、重砲の野戦における使用を具体化するため、野砲兵の旅団砲兵連隊6個を廃止する代償として1922年（大正11年）8月15日、千葉県国府台の旧野砲兵第16連隊跡地に、野戦重砲兵第1連隊とともに大日本帝国陸軍初の機械化砲兵部隊として創設され、第1師団に属した。

### 創設直後
正規の牽引車ではなく、アメリカより購入した農耕用トラクターが使用され、行軍速度も時速8キロと機械化といっても名ばかりであり、運用も経験がなく、用兵の研究は連隊に託されることとなった。遠距離射撃の演習用射場も自由に選定できず、福島県白河と富士の射場であり、最大射距離の演習に至っては、海岸から海上への演習となった。

### 関東大震災
1923年（大正12年）9月1日の関東大震災では、救援活動を行った。

### 二・二六事件
1936年（昭和3年）2月26日の二・二六事件では、第4中隊の田中勝陸軍砲兵中尉は午前2時30分頃、下士官兵12名を起こし、乗用車1台、自動貨車3台、側車1台を指揮して兵営を出発した。早朝、憲兵隊からの連絡により連隊本部はこの事実に気付き、下遠甲太郎大隊長と大橋武夫第4中隊長が連隊長命令により説得に当たり、翌日ないし翌々日には第1中隊に討伐命令が下った。事件が収まった3月末頃、連隊長、大隊長他が待命を受けた。
田中中尉はこの年の7月12日死刑となった。

### ノモンハン事件
1939年（昭和14年）ノモンハン（ノモンハン事件）への出動を命ぜられた。1個中隊でソ連赤軍の砲兵数個中隊の火砲に対抗したが、零距離射撃での敵戦車との戦闘、動かぬ牽引車・自動貨車、大射角に耐え得なかった砲架等の課題を残した。

### 斐徳駐屯
ノモンハン事件以後、満洲東安省斐徳に駐屯して、関東軍隷下の満洲第八七四部隊（通称号）と称した。ノモンハン事件の経験、教訓を元に竹本連隊長は、交会法射撃、偏差交会法射撃、計算射撃等の習熟、射撃速度の向上、遠隔観測射撃時の観測所、放列間の通信確保等の技量向上に努めた。

1941年（昭和16年）には、ガス防除演習による事故、1942年（昭和17年）には、機密地図紛失事故、車厰火災、火砲暴発事故が発生した。

### 太平洋戦争
太平洋戦争（大東亜戦争）勃発後の1942年（昭和17年）11月24日、満洲より南方に転用され12月末にニューブリテン島ラバウルに上陸し、第8方面軍直轄部隊となり、剛第一二一三部隊と称した。一方、本体に先立つ9月24日にガタルカナル島へ単独転用された第2中隊は、九二式十糎加農をもって敵飛行場を砲撃するため、射距離を延伸するための装薬を規定より5割増やし最大射程18,200ｍを遥かに超えた23,000ｍの射程を得たが、砲架の折損、駐退復座機の故障に逢い、4門の火砲の部品を集めて1門として射撃をするという苦心でも、目標には届かない状況だった。ラバウルの本隊では、第1大隊本部、第1中隊がヨーク島、ニューアイルランド島に配属となり、部隊は離合集散を繰り返して陣地構築と自活のための農作業をした。陣地は1個中隊で数か所の持ち場があり、多正面の敵を対応するといった機動要塞砲の観を呈していた。
1945年（昭和20年）8月に終戦を迎え、大部分のものはマラリアと闘いながら、連隊創立24年の歴史を終えた。

## 歴代連隊長
| 代 | 氏名       | 在任期間                         | 備考 |
| -- | ---------- | -------------------------------- | ---- |
| 1  | 立見豊丸   | 大正11年8月15日 - 大正12年8月6日 |      |
| 2  | 中岡弥高   | 大正12年8月6日 -                 |      |
| 3  | 小出忠義   | 大正13年3月2日 -                 |      |
| 4  | 林業       | 大正15年3月2日 -                 |      |
| 5  | 池野松二   | 昭和3年8月10日 -                 |      |
| 6  | 土橋一次   | 昭和6年8月1日 -                  |      |
| 7  | 安藤麟三   | 昭和8年8月1日 -                  |      |
| 8  | 真井鶴吉   | 昭和9年8月1日 -                  |      |
| 9  | 北島驥子雄 | 昭和11年3月28日 -                |      |
| 10 | 鷹司信熙   | 昭和12年12月4日 -                | 中佐 |
| 11 | 竹本節     | 昭和14年9月30日 -                |      |
| 12 | 下遠甲太郎 | 昭和17年8月1日 -                 |      |
| 11 | 根岸主計   | 昭和19年7月10日 -                | 中佐 |
| 12 | 下遠甲太郎 | 昭和20年6月1日 -                 |      |

## 連隊歌
1．帝都の東江戸川畦　緑色濃き国府台　正義に勇む六百の　健児屯ろす野重七

## ギャラリー

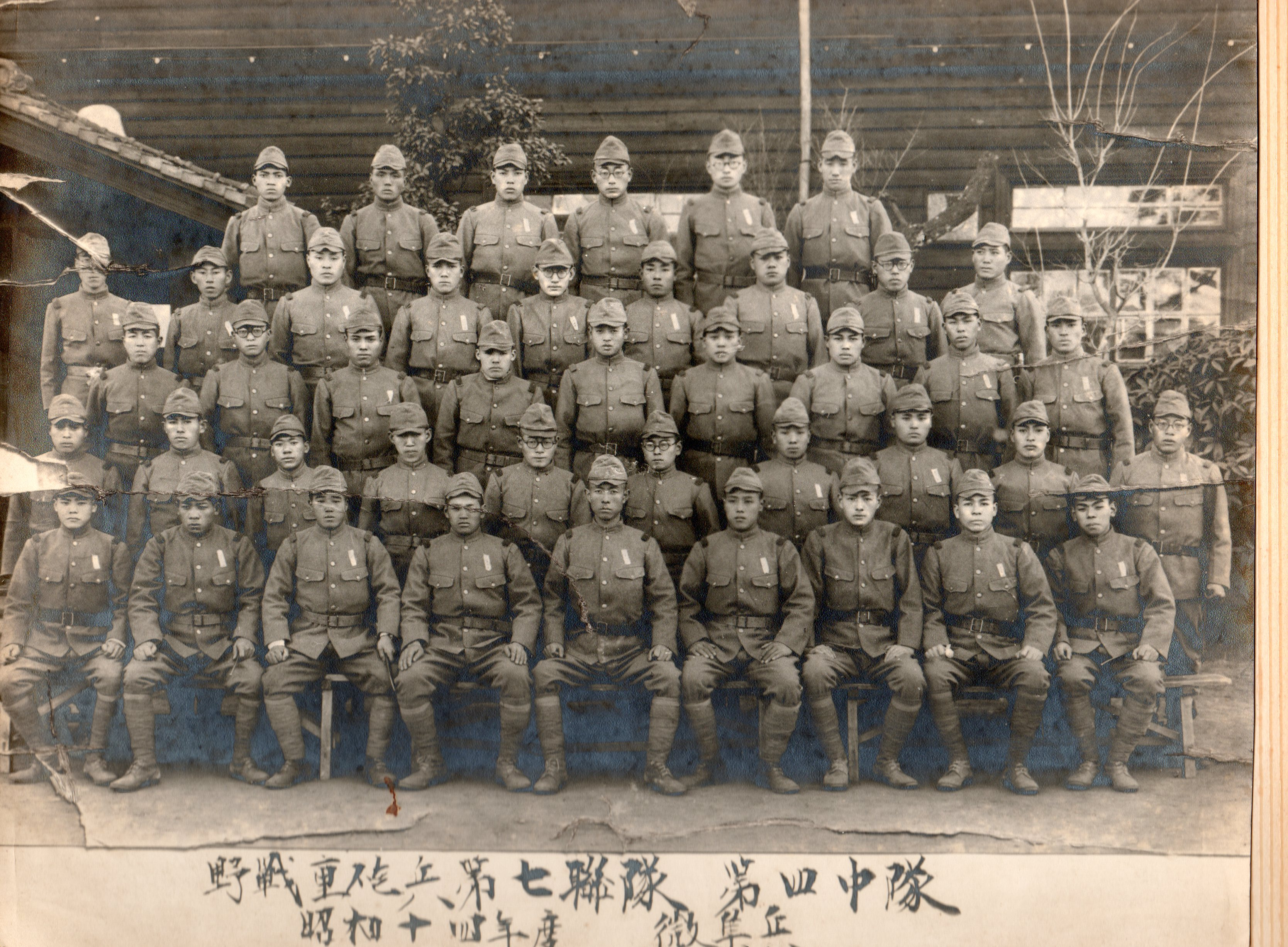
第4中隊 昭和14年度 徴集兵
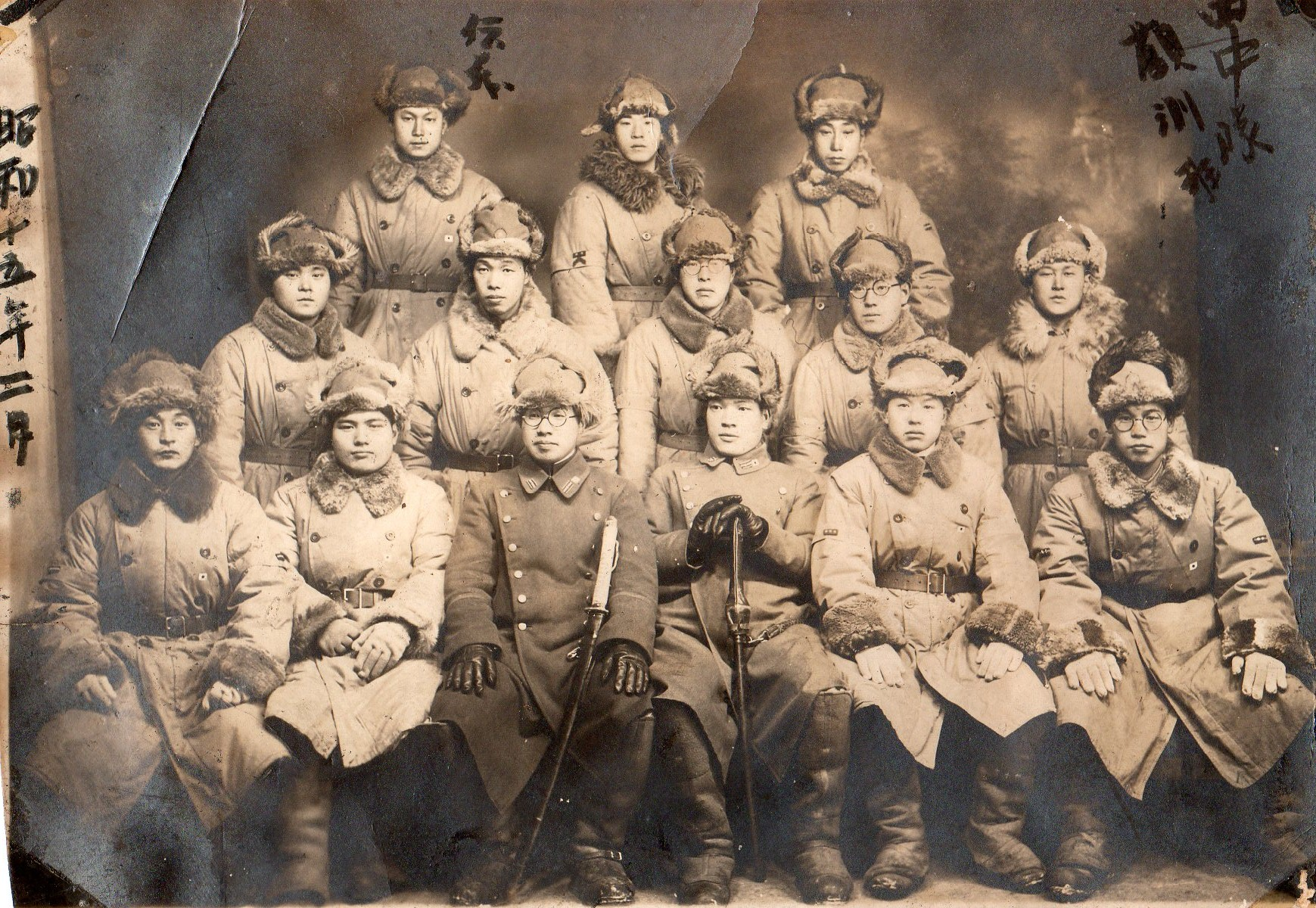
第4中隊観測班　1940年2月
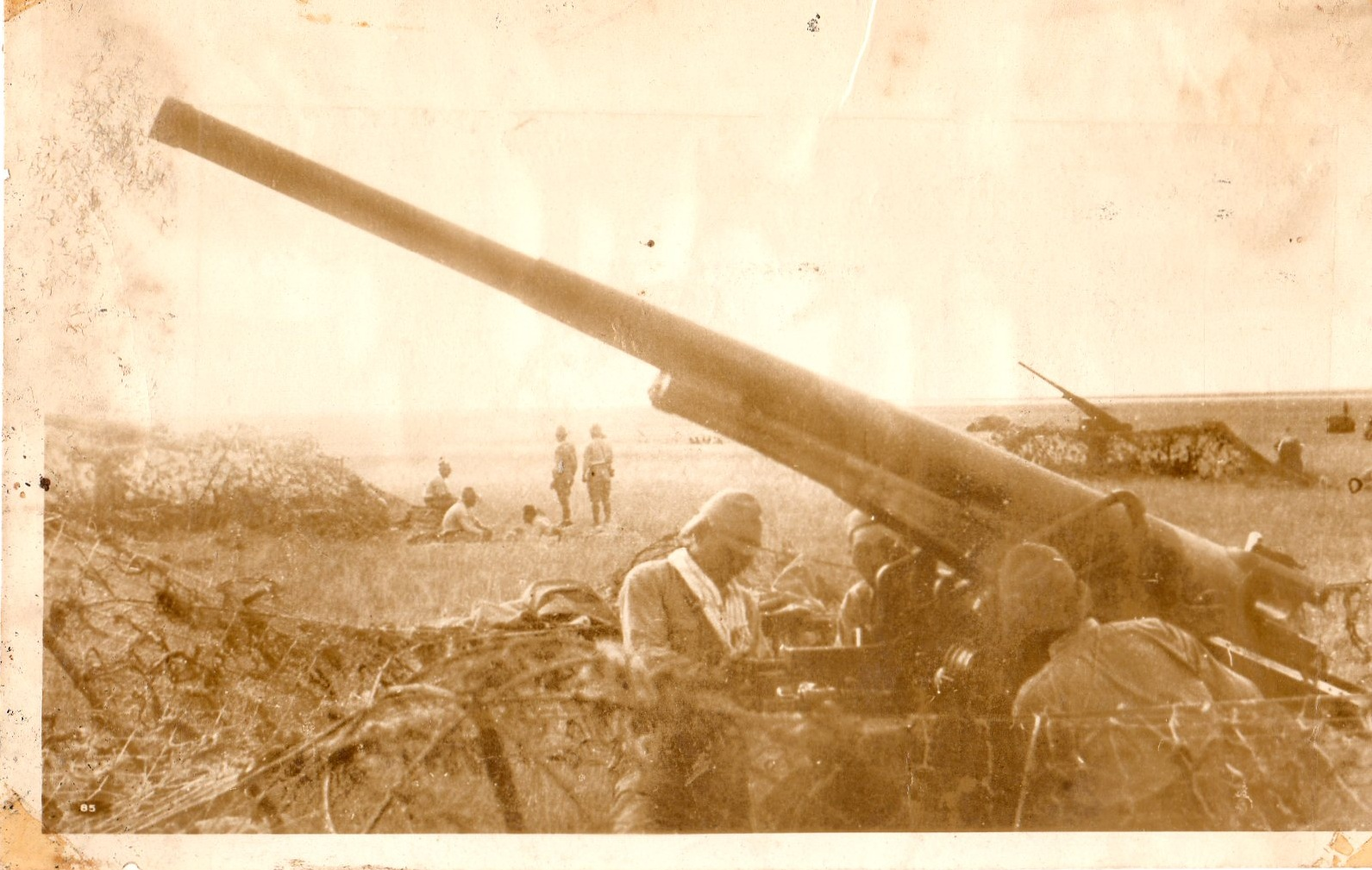
1940年満洲における他部隊の八八式七糎野戦高射砲
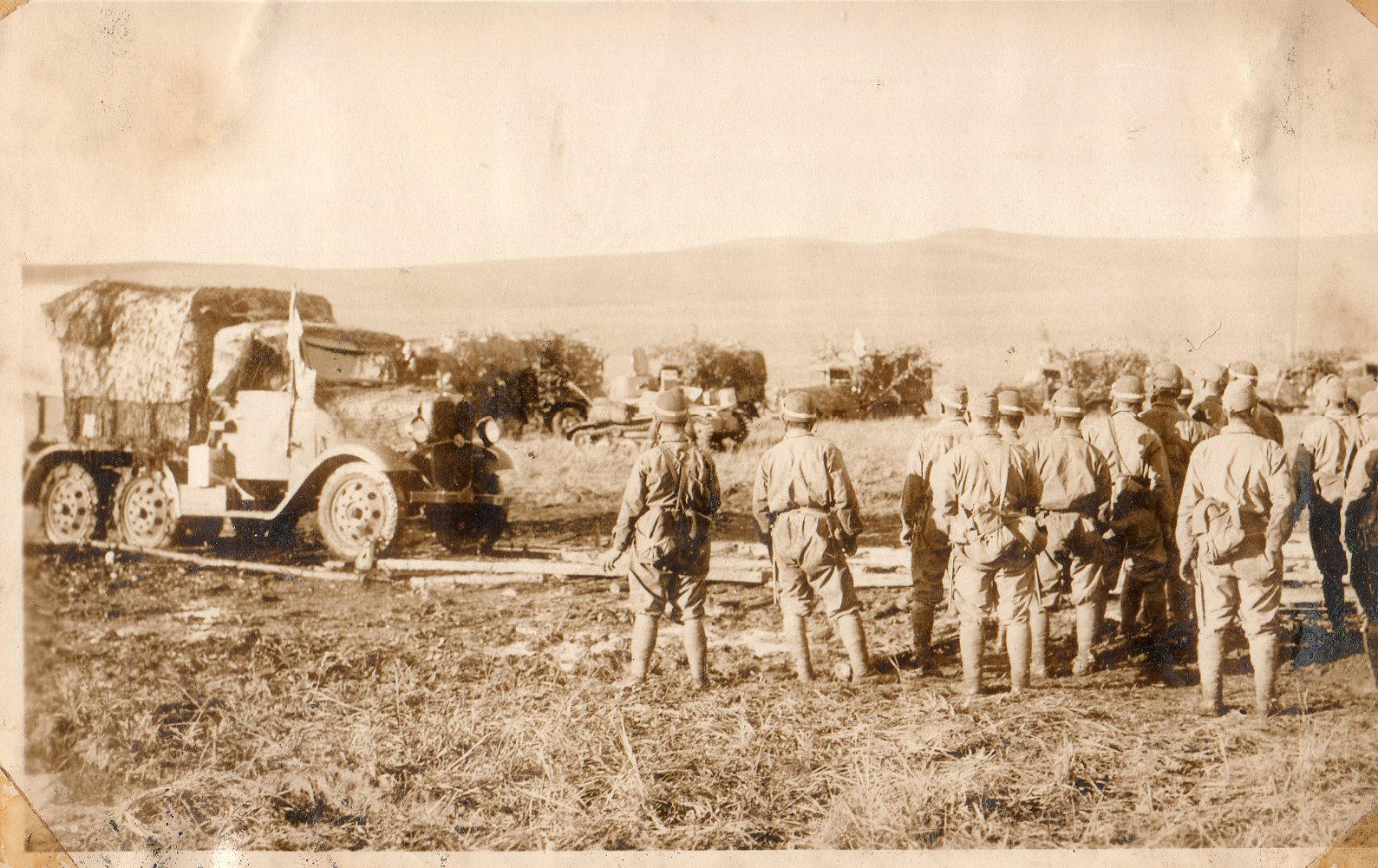
1940年